# Brussieu
Brussieu é uma comuna francesa na região administrativa de Auvérnia-Ródano-Alpes, no departamento de Ródano. Estende-se por uma área de 6,74 km². Em 2010 a comuna tinha 1 475 habitantes (densidade: 218,8 hab./km²).